# Neptunium(III)-chlorid
Neptunium(III)-chlorid ist eine chemische Verbindung aus den Elementen Neptunium und Chlor. Es besitzt die Formel NpCl3 und gehört zur Stoffklasse der Chloride.

## Darstellung
Neptunium(III)-chlorid kann durch Reduktion von Neptunium(IV)-chlorid (NpCl4) dargestellt werden: durch Wasserstoff bei 450 °C und durch Ammoniakgas bei 350 bis 1000 °C.
{\displaystyle {\ce {2 NpCl4 + H2 -> 2 NpCl3 + 2 HCl}}}

## Eigenschaften
Neptunium(III)-chlorid ist ein grüner Feststoff, der bei 800 °C schmilzt. Es kristallisiert im hexagonalen Kristallsystem in der Raumgruppe P63/m (Nr. 176) mit den Gitterparametern a = 740,5 pm und c = 427,3 pm und zwei Formeleinheiten pro Elementarzelle. Seine Kristallstruktur ist isotyp mit Uran(III)-chlorid. In der Struktur werden die Neptuniumatome von je neun Chloratomen umgeben, als Koordinationspolyeder ergibt sich dabei ein dreifach überkapptes, trigonales Prisma.

## Sicherheitshinweise
Einstufungen nach der CLP-Verordnung liegen nicht vor, weil diese nur die chemische Gefährlichkeit umfassen und eine völlig untergeordnete Rolle gegenüber den auf der Radioaktivität beruhenden Gefahren spielen. Auch Letzteres gilt nur, wenn es sich um eine dafür relevante Stoffmenge handelt.